# Karınca, Viranşehir
Karınca là một xã thuộc huyện Viranşehir, tỉnh Şanlıurfa, Thổ Nhĩ Kỳ. Dân số thời điểm năm 2011 là 1.004 người.